# Jesco von Puttkamer (Journalist, 1903)
Jesco Günther Heinrich von Puttkamer (* 19. März 1903 in Grunewald; † 13. Oktober 1969 in West Vancouver) war Journalist, Redakteur, Presseattaché und Leiter der Deutschen Informationsstelle in Shanghai.

## Familie
Jesco war der Sohn von Generalmajor Heinrich von Puttkamer (1864–1914) und der Schriftstellerin Marie-Madeleine (1881–1944), eigentlich Gertrud Günther, die kurz darauf vor allem durch offen erotische Gedichte weithin bekannt wurde. Ihre Mutter war die Jüdin Emma Günther geb. Simensohn.
Im Dezember 1932 heiratete Jesco von Puttkamer Ingeborg Schachenmayer aus Bad Kissingen. Aus der Ehe gingen drei Kinder hervor.

## Leben
Seinem Vater nachfolgend wollte Jesco von Puttkamer nach der Schulzeit eine militärische Berufslaufbahn einschlagen. Deshalb begann er 1915 eine Kadettenausbildung an der Potsdamer Kadettenschule. Während der Ausbildungszeit wechselte er an die Preußische Hauptkadettenanstalt in Berlin-Lichterfelde und blieb dort auch nach deren Umwandlung in eine Staatliche Bildungsanstalt. Seinen Schulabschluss erwarb er 1922. Infolge der einschränkenden Bestimmungen des Versailler Vertrages begann er eine landwirtschaftliche Ausbildung, musste jedoch den damit verfolgten Karrierewunsch auch aufgeben, da er in den Jahren der Inflation um 1923 seine gesamte Erbschaft verloren hatte.
Nun strebte Jesco von Puttkamer eine berufliche Tätigkeit als Journalist an. Erfahrungen sammelte er während eines Volontariats in einem Verlag. In den Jahren ab 1927 verdiente er sich seinen Lebensunterhalt als freier Journalist, Verkäufer von Anzeigen sowie Tätigkeiten im Bereich der Film- und Autobranche. In diesen Jahren hielt er sich mehrmals in den USA auf. Ende der 1920er Jahre erhielt er eine Festanstellung beim Ullstein Verlag als Redakteur. Eingesetzt war er bei der zum Verlag gehörenden wissenschaftlichen Zeitschrift „Reclam Universum“ in Leipzig. Gemeinsam mit seiner Mutter gab er 1932 das Buch Rafael Schermann: Schicksale des Lebens heraus. Im gleichen Jahr wurde er Mitglied der NSDAP. Bis 1935 jedoch gab er das Antragsformular nicht ab und wurde deshalb auch mit keiner Parteinummer, wie sonst üblich, registriert. In den Jahren ab 1933 schrieb er im Auftrag von Alfred Rosenberg, dem Leiter des Außenpolitischen Amtes der NSDAP, mehrere NS-Propagandabücher.
Nach dem Erlass der Nürnberger Rassengesetze 1936 fürchtete Jesco von Puttkamer um seine Position als Journalist und Publizist. Wegen seiner jüdischen Großmutter mütterlicherseits stellte er auch seine Tätigkeit für Alfred Rosenberg ein, um nicht in unmittelbare Gefahr zu geraten. Ab 1936 legte er den beruflichen Schwerpunkt auf die Bereiche des Marketings und der Wirtschaftswerbung. Nach kurzzeitigem Engagement bei einem pharmazeutischen Unternehmen in München erhielt er ein Angebot der deutschen Niederlassung der amerikanischen Werbeagentur McCann Erickson in Frankfurt/Main. Nach einem Jahr wechselte er zu einer Werbefirma in Bad Homburg. Nach dem deutschen Überfall auf Polen im September 1939 zog er nach Berlin um und wurde stellvertretender Geschäftsführer einer Firma im Bereich der Marktforschung.
Im Jahr 1940 wurde Jesco von Puttkamer vom Amt Ausland/Abwehr des Oberkommandos der Wehrmacht, Abteilung Wirtschaft, zur Informationsgewinnung angeworben. Sein Einsatz erfolgte hier im Bereich einer Tarnfirma, die Wirtschaftsspionage im Ausland zum Geschäftsgegenstand hatte. Im November des gleichen Jahres unterschrieb er eine weitere Verpflichtung für die Abteilung D, Arbeitsbereich Propaganda, des Auswärtigen Amtes, die seit September 1940 vom Unterstaatssekretär Martin Luther (1895–1945) geführt wurde. Diesem unterstand die seit 1939 bestehende „Deutsche Informationsstelle“ mit ihrem Hauptsitz, zu dieser Zeit noch in den USA. Dieser Arbeitsbereich unterhielt 17 Informationsstellen im Ausland. Der Stab von damals 300 Mitarbeitern hatte für die Infiltration und Meinungsmanipulation in anderen Ländern bestimmtes NS-Propagandamaterialien zu verfassen, herzustellen und außerhalb Deutschlands zu verbreiten. Dazu war in dieser Zeit die Mundus GmbH durch die Informationsabteilung des Auswärtigen Amtes gegründet worden, die mehrere Verlage vor allem zur Herausgabe von Zeitschriften, Büchern und Tagesblättern unter sich hatte. Von Puttkamer wurde beauftragt, ab November 1940 in bestimmten ostasiatischen Ländern zu untersuchen, wie und von welchem Ort aus die propagandistische Arbeit im Sinne der nationalsozialistischen Politik für den Raum Fernost zukünftig wesentlich verbessert werden könnte. Nach seiner Rückkehr nach Deutschland im März 1941 verfasste er im April ein Memorandum zur Forcierung dieser Arbeit. Nach wenigen Wochen reiste er erneut in die Region und begann im Mai 1941, die Arbeit der Deutschen Informationsstelle in Shanghai auf neue Füße zu stellen. Diese Zweigstelle hatte zuvor der Presseattaché an der deutschen Botschaft in Shanghai bearbeitet, Fritz Cordt (1901–1967), der auf Anordnung von Staatssekretär Luther durch von Puttkamer ersetzt wurde.

### Die Deutsche Informationsstelle in Shanghai
Zunächst bezog Jesco von Puttkamer mit der Deutschen Informationsstelle im Sommer 1941 mehrere Zimmer im 16. Stockwerk des Parkhotels in Shanghai. In den ersten Monaten ihrer Arbeit wurde die DI noch durch die deutsche Botschaft in Shanghai kontrolliert. Missionschef war Martin Fischer. Die pflichtgemäß angeordnete Kontrolle der Kommunikation mit dem Auswärtigen Amt in Berlin war Elgar von Randow übertragen worden, der hierfür als 2. Gesandtschaftsrat abgeordnet worden war. Schwerpunkt der Arbeit der Informationsstelle war in erster Linie die Herstellung und Verbreitung von Propagandapublikationen. Hinzu kam die Erstellung und Versendung von Briefen mit zum Teil im Sinne der NS-Ideologie verfälschten Texten: Eine der ersten Aktivitäten im großen Maßstab war die umfangreiche Aussendung von Briefen an amerikanische Adressaten, u. a. mit Auszügen einer Rede von Winston Churchill, deren Inhalt verdreht interpretiert wurde. Hinzu kam eine wissenschaftliche Bibliothek.
Ebenfalls 1941 traf Jesco von Puttkamer eine Übereinkunft mit dem Amt VI des Reichssicherheitshauptamtes zur zukünftigen Zusammenarbeit. In kurzer Zeit verschob er damit den Schwerpunkt der Medienarbeit von New York nach Shanghai, wohin bald darauf auch fast das gesamte Personal umzog. Ab Dezember 1941 lieferte er regelmäßig Kommentare an die inzwischen gleichgeschaltete Presse in Shanghai. Anfang 1942 bezog er mit der Deutschen Informationsstelle eine Villa in der Great West Road Nr. 7. Zwar blieb Cordt noch offiziell der Leiter der Institution, aber die Fäden des Propagandageschäftes hielt von Puttkamer fest in der Hand. Er erhielt für seine Tätigkeit ein monatliches Gehalt von 750 Dollar und hatte ein Budget von 24.000 Reichsmark pro Monat zur Verfügung. Die Schwerpunkte der Propagandaarbeit wurden zwischen der Abteilung D im Auswärtigen Amt und ihm festgelegt. Dabei wurde jeweils ausgehend von der gesamtpolitischen Lage der Einsatz aufklärender oder zersetzender Propagandaschriften in den betreffenden Regionen geplant. Von der Arbeit der deutschen Botschaft in Shanghai hatte er die Tätigkeit der Informationsstelle inzwischen fast völlig losgelöst. Bis 1942 gelang es von Puttkamer, das Stadtgebiet von Shanghai förmlich mit NS-Propaganda zu überfluten.
Der unter Leitung von Puttkamers arbeitende Stab von Mitarbeitern umfasste zwischen 15 und 25 Personen, vor allem Deutsche, Japaner, Chinesen und Russen. Als Deckmantel für NS-Propaganda und als offizieller Anziehungspunkt für Interessenten fanden in der Villa Ausstellungen, verschiedene Veranstaltungen, Gespräche und Führungen statt. Dabei wurden in geschickter Form die vom OKW herausgegebenen Publikationen zur deutschen Kriegsführung verbreitet. Im Dienste der Deutschen Informationsstelle standen mehrere Künstler, Schriftsteller, Journalisten und Pressevertreter. Zu ihnen zählte auch der Journalist Klaus Mehnert, der eine eigene Zeitschrift, „The XXth Century“, angebunden an die Mundus GmbH, herausgab. Unter dem Dach der Institution beschafften zudem mehrere Informantenringe die benötigten Daten. Ab 1943 forcierte von Puttkamer die Arbeit vor allem in Richtung Japan. Es gelang ihm im September 1944, ein geheimes Abkommen mit dem Pressebüro der japanischen Armee zu unterzeichnen. In dessen Rahmen belieferte er die Japaner mit englischsprachigen Büchern, Flugblättern und Broschüren, die im Zuständigkeitsbereich der USA und Großbritanniens per Flugzeug abgeworfen wurden. Die Auflagenhöhe betrug jeweils um die 200.000 Exemplare.
Das Verhalten der Institution zum Zeitpunkt der Kapitulation Deutschlands im Mai 1945, und wie mit den von 1940 an gesammelten Erfahrungen deutscher Propagandaarbeit im Ausland und dem dafür geschaffenen Netzwerk von Kontakten, Organisationen und Verlagen später umgegangen wurde, ist bisher weitgehend unerforscht. Fest steht, dass von Puttkamer in den Monaten zwischen der deutschen und der japanischen Kapitulation in großem Umfang Aktenbestände und Dokumente der Deutschen Informationsstelle vernichten ließ.
Nach Kriegsende ließ sich von Puttkamer mit seiner Familie in Kanada nieder. Er starb 1969 in West Vancouver in British Columbia.

## Publikationen
- mit Marie Madeleine (Hrsg.): Rafael Schermann: Schicksale des Lebens. 6 Bände. Schaefer, Berlin/Leipzig 1932, DNB 560888244.
- (Hrsg.): Carl Duisberg: Meine Lebenserinnerungen. Reclam, Leipzig 1933, DNB 579320820.
- Deutschlands Arbeitsdienst. Stalling, Oldenburg 1933, DNB 361299370.
- Hans Volker im Arbeitsdienst. Schneider, Leipzig 1934, DNB 575696672.
- Wahr bleibt wahr. Deutsch die Saar. Stalling, Oldenburg 1934, DNB 361299389.
- Erdöl, Geld und Blut. Von Rockefeller bis Rickett. Ein Tatsachenbericht. Mühlberger, Augsburg 1935, DNB 575696664.